# Кроика (Мехединци)
Кроика (рум. Croica) насеље је у Румунији у округу Мехединци у општини Коркова. Oпштина се налази на надморској висини од 164 m.

## Становништво
Према подацима из 2002. године у насељу је живело 200 становника, од којих су сви румунске националности.